# 什瓦伊基夫卡

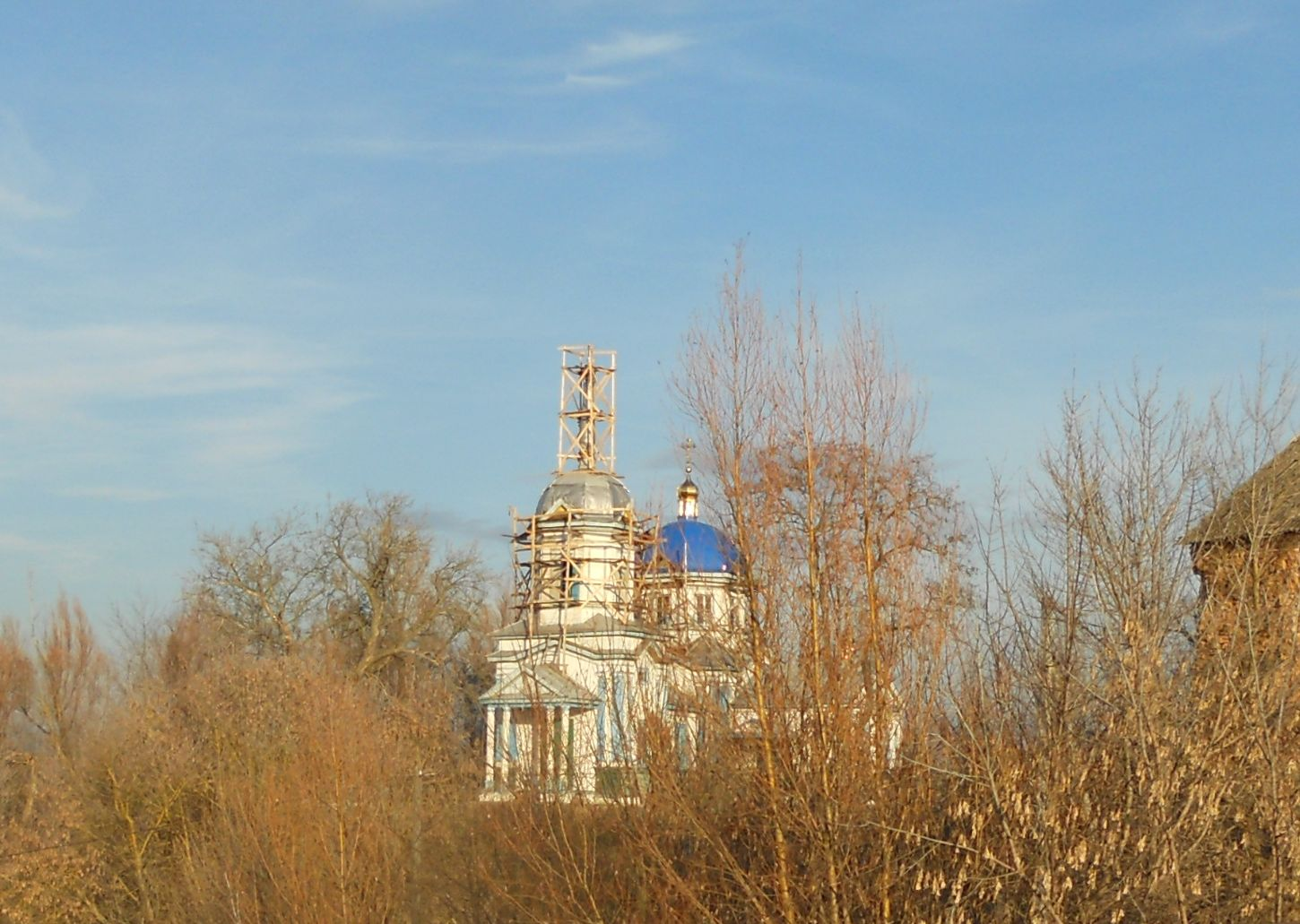
教堂

什瓦伊基夫卡（烏克蘭語：Швайківка），是烏克蘭北部日托米爾州別爾季切夫區什瓦伊基夫卡市镇内的村落及其行政中心。面積2.53平方公里，海拔高度223米，2001年人口966，人口密度每平方公里382.57人。